# Anggrasmanis
Anggrasmanis is een bestuurslaag in het regentschap Karanganyar van de provincie Midden-Java, Indonesië. Anggrasmanis telt 2749 inwoners (volkstelling 2010).